# Jarl Kulle
Jarl Kulle (28 de febrero de 1927-3 de octubre de 1997) fue un actor teatral y cinematográfico de nacionalidad sueca.

## Biografía
Su nombre completo era Jarl Lage Kulle, y nació en el municipio de Ekeby, en Suecia. Kulle se mudó de joven con su familia al Municipio de Ängelholm, donde se crio. Estuvo casado en 1960–1968 con Anna Marie Louise Hermelin (nacida en 1939), con la cual tuvo a la actriz Maria Kulle (nacida en 1960), y a Anna Kulle (1963–79). En 1970 nació otra hija, Mia Kulle Rydsjö. En 1976 volvió a casarse, esta vez con la actriz Anne Nord, con la que permaneció unido hasta el momento de su muerte. La pareja tuvo dos hijas, las actrices Hanna Kulle (1978) y Linda Kulle (1983).
Kulle se formó en la escuela del Teatro Dramaten en los años 1946 a 1949, comprometiéndose con dicho centro tras sus estudios. Considerado uno de los principales actores de su generación, Kulle permaneció asociado al Dramaten durante buena parte de su carrera, interpretando obras teatrales de la categoría de la de Eugene O'Neill Largo viaje hacia la noche, la de August Strindberg Gustav III o la de Shakespeare El rey Lear. 
En el año 1959 dio un paso decisivo en su carrera al interpretar a Higgins en el musical My Fair Lady, representado en el Teatro Oscar. Este papel le dio fama y la posibilidad de un repertorio más amplio. Así, pudo trabajar en películas romásnticas como Änglar, finns dom?, así como en otros musicales y comedias llevados a escena en los principales teatros privados de Estocolmo. Entre otras actividades, también trabajó con Ingmar Bergman en las películas Sonrisas de una noche de verano y Fanny y Alexander.
Jarl Kulle falleció en Roslagen, Suecia, en 1997, y fue enterrado en el Cementerio Roslags-Kulla en Norrtälje.

## Premios
- 1952 : Premio Teatral Thalia
- 1954 : Beca Gösta Ekman
- 1965 : Premio Guldbagge al mejor actor por Bröllopsbesvär
- 1980 : Premio honorífico Karl Gerhard
- 1982 : Premio O'Neill
- 1982 : Premio Litteris et Artibus
- 1983 : Premio Guldbagge al mejor actor por Fanny y Alexander
- 1984 : Premio Cultural Sydsvenska Dagbladets
- 1994 : Premio Teatral Svenska Akademiens

## Filmografía (selección)

### Actor
- 1950 : Kvartetten som sprängdes
- 1952 : Trots
- 1952 : Kvinnors väntan
- 1952 : Kärlek
- 1952 : Leva på "Hoppet"
- 1954 : Karin Månsdotter
- 1955 : Sonrisas de una noche de verano
- 1956 : Sista paret ut
- 1956 : Sången om den eldröda blomman
- 1957 : En drömmares vandring
- 1957 : Ingen morgondag
- 1958 : Fröken April
- 1959 : Sängkammartjuven
- 1960 : Av hjärtans lust
- 1960 : Djävulens öga
- 1961 : Änglar, finns dom?
- 1961 : Lita på mej, älskling!
- 1962 : Nils Holgerssons underbara resa
- 1962 : Den kära familjen
- 1964 : För att inte tala om alla dessa kvinnor
- 1964 : Käre John
- 1964 : Bröllopsbesvär
- 1964 : Är du inte riktigt klok?
- 1966 : Syskonbädd 1782
- 1969 : Miss and mrs Sweden
- 1969 : Bokhandlaren som slutade bada
- 1970 : Ministern
- 1972 : Ture Sventon, Privatdetektiv
- 1974 : Karl XII (TV)
- 1974 : Vita nejlikan eller Den barmhärtige sybariten
- 1975 : Jorden runt på 80 dagar (serie TV)
- 1980 : Swedenhielms (TV)
- 1981 : Rasmus på luffen
- 1982 : Fanny y Alexander
- 1987 : El festín de Babette
- 1993 : Hemresa (TV)
- 1993 : Telegrafisten
- 1994 : Zorn
- 1995 : Alfred

### Director y guionista
- 1969 : Bokhandlaren som slutade bada
- 1970 : Ministern
- 1974 : Vita nejlikan eller Den barmhärtige sybariten

## Teater

### Actor
- 1946 : Robinson och Kungen, de Friedrich Forster, dirección de Rudolf Wendbladh, Dramaten
- 1946 : Noaks ark, de Sten Sternberg, dirección de Ulf Palme, Dramaten
- 1946 : Markurells i Wadköping, de Hjalmar Bergman, dirección de Rudolf Wendbladh, Dramaten
- 1947 : Ricardo III, de William Shakespeare, dirección de Alf Sjöberg, Dramaten
- 1947 : Den dödsdömde, de Stig Dagerman, dirección de Alf Sjöberg, Dramaten
- 1947 : Emil och detektiverna, de Erich Kästner, dirección de Sven-Eric Carlson, Dramaten
- 1947 : Mannen och hans överman, de George Bernard Shaw, dirección de Göran Gentele, Dramaten
- 1947 : Tom Sawyer, de Mark Twain, dirección de Olle Hilding, Dramaten
- 1948 : Pecks äventyr, de Kaja Widegren, dirección de Arne Ragneborn, Dramaten
- 1948 : En vildfågel, de Jean Anouilh, dirección de Rune Carlsten, Dramaten
- 1948 : Ungdom i fjällen, de Julien Luchaire, dirección de Arne Ragneborn, Dramaten
- 1949 : Lycko-Pers resa, de  August Strindberg, dirección de Göran Gentele, Dramaten
- 1949 : Apollo från Bellac, de Jean Giraudoux, dirección de Alf Sjöberg, Dramaten
- 1949 : Tartufo, de Molière, dirección de Alf Sjöberg, Dramaten
- 1949 : Låt människan leva, de Pär Lagerkvist, dirección de Olof Widgren, Dramaten
- 1949 : Linje Lusta, de Tennessee Williams, dirección de Olof Molander, Dramaten
- 1949 : Egmont, de Johann Wolfgang von Goethe, dirección de Göran Gentele, Dramaten
- 1949 : Sanningens pärla, de Zacharias Topelius, dirección de Keve Hjelm, Dramaten
- 1949 : Streber, de Stig Dagerman, dirección de Göran Gentele, Dramaten
- 1950 : Brand, de Henrik Ibsen, dirección de Alf Sjöberg, Dramaten
- 1950 : Casa con dos puertas, mala es de guardar, de Calderón de la Barca, dirección de Göran Gentele, Dramaten
- 1950 : Tokiga grevinnan, de  Jean Giraudoux, dirección de Olof Molander, Dramaten
- 1951 : Dags att leva, de Nils Kjellström, dirección de Mimi Pollak, Dramaten
- 1951 : Dunungen, de Selma Lagerlöf, dirección de Rudolf Wendbladh, Dramaten
- 1951 : Kvinnan bör inte brännas, de Christopher Fry, dirección de Alf Sjöberg, Dramaten
- 1951 : Amorina, de Carl Jonas Love Almqvist, dirección de Alf Sjöberg, Dramaten
- 1951 : Fallna änglar, de Noel Coward, dirección de Mimi Pollak, Dramaten
- 1951 : Mäster Olof, de August Strindberg, dirección de Alf Sjöberg, Dramaten
- 1951 : Kalla mig Ismael, de Per-Erik Rundquist, dirección de Mimi Pollak, Dramaten
- 1952 : Antonio y Cleopatra, de William Shakespeare, dirección de Olof Molander, Dramaten
- 1952 : Colombe, de Jean Anouilh, dirección de Mimi Pollak, Dramaten
- 1952 : Din nästas huvud, de Marcel Aymé, dirección de Mimi Pollak, Dramaten
- 1953 : Barrabás, de Pär Lagerkvist, dirección de Olof Molander, Dramaten
- 1953 : Romeo y Julieta, de William Shakespeare, dirección de Alf Sjöberg, Dramaten
- 1953 : Liolà, de Luigi Pirandello, dirección de Mimi Pollak, Dramaten
- 1954 : Platonov, de Antón Chéjov, dirección de Alf Sjöberg, Dramaten
- 1954 : Orestíada, de Esquilo, dirección de Olof Molander, Dramaten
- 1954 : Förälskad i kärleken, de Gaston Arman de Caillavet y Robert de Flers, dirección de Mimi Pollak, Dramaten
- 1954 : Mariana Pineda, de Federico García Lorca, dirección de Mimi Pollak, Dramaten
- 1954 : Nationalmonumentet, de Tor Hedberg, dirección de Per-Axel Branner, Dramaten
- 1955 : El sueño, de August Strindberg, dirección de Olof Molander, Dramaten
- 1955 : Macbeth, de William Shakespeare, dirección de Bengt Ekerot, Dramaten
- 1955 : La dama de las camelias, de Alexandre Dumas (hijo), dirección de Stig Torsslow, Dramaten
- 1955 : Flykten till Medea, de Bertil Peterson, dirección de Mimi Pollak, Dramaten
- 1955 : Tío Vania, de Antón Chéjov, dirección de Per-Axel Branner, Dramaten
- 1956 : Largo viaje hacia la noche, de Eugene O'Neill, dirección de Bengt Ekerot, Dramaten
- 1956 : Osvuret är bäst, de Alfred de Musset, dirección de Olof Molander, Dramaten
- 1957 : Ett brott, de Sigfrid Siwertz, dirección de Per-Axel Branner, Dramaten
- 1957 : Leka med elden, de August Strindberg, dirección de Stig Torsslow, Dramaten
- 1958 : Don Juan eller Stengästen, de Molière, dirección de Alf Sjöberg, Dramaten
- 1958 : La importancia de llamarse Ernesto, de Oscar Wilde, dirección de Mimi Pollak, Dramaten
- 1958 : Två på gungbrädet, de William Gibson, dirección de Mimi Pollak, Dramaten
- 1959 : My Fair Lady, de Frederick Loewe y Alan Jay Lerner, dirección de Sven Aage Larsen, Teatro Oscar[2]
- 1961 ; Oliver!, de Lionel Bart, dirección de Sven Aage Larsen, Teatro Oscar[3]
- 1962 : Bygg dig allt högre boningar, de Eugene O'Neill, dirección de Stig Torsslow, Dramaten
- 1963 : Gustaf III, de August Strindberg, dirección de Bengt Ekerot, Dramaten
- 1963 : Teenagerlove, de Ernst Bruun Olsen y Finn Savery, dirección de Ernst Bruun Olsen, Teatro Oscar[4]
- 1964 : Hur man lyckas i affärer utan att egentligen anstränga sig, de Frank Loesser,  Abe Burrows, Jack Weinstock y Willie Gilbert, dirección de Folke Abenius, Teatro Oscars[5][6]
- 1966 : Gustaf III, de August Strindberg, dirección de Gösta Folke, Malmö stadsteater
- 1967 : La viuda alegre, de Franz Lehár, Victor Léon y Leo Stein, dirección de Mimi Pollak, Teatro Oscar[7]
- 1969 : Ungkarlslyan, de Burt Bacharach, Hal David y Neil Simon, dirección de Ivo Cramér, Teatro Oscar[8]
- 1970 : Vi är alla lika, de Noël Coward, dirección de Per-Axel Branner, Maximteatern[9]
- 1971 : Krångel, de Francis Veber, dirección de Jarl Kulle, Maximteatern
- 1972 : Carl XII, de August Strindberg, dirección de Gösta Folke, Malmö stadsteater
- 1973 : Jag älskar dig markatta, de Noël Coward, dirección de Per Gerhard, Vasateatern[10]
- 1974 : La viuda alegre, de Franz Lehár, Victor Léon y Leo Stein, dirección de Isa Quensel, Teatro Oscar[11]
- 1976 : Samma tid nästa år, de Bernard Slade, dirección de Per Gerhard, Vasateatern[12]
- 1976 : Familjens Don Juan, de Alan Ayckbourn, dirección de Per Gerhard, Vasateatern[13]
- 1977 : Familjens Don Juan II – Kärlekssemestern, de Alan Ayckbourn, dirección de Per Gerhard, Vasateatern[14]
- 1977 : Familjens Don Juan III – Förförelsen, de Alan Ayckbourn, dirección de Per Gerhard, Vasateatern[15]
- 1977 : My Fair Lady, de Frederick Loewe y Alan Jay Lerner, dirección de Henny Mürer, Teatro Oscar[16]
- 1982 : Ambassadören, de Sławomir Mrożek, dirección de Lars Göran Carlson, Dramaten
- 1984 : El rey Lear, de William Shakespeare, dirección de Ingmar Bergman, Dramaten
- 1986 : Mannen från La Mancha, de Mitch Leigh, Dale Wasserman y Joe Darion, dirección de Folke Abenius y Mary Bettini, Teatro Oscar[17]
- 1986 : Markurells i Wadköping, de Hjalmar Bergman, dirección de Bernt Callenbo, Dramaten
- 1988 : Largo viaje hacia la noche, de Eugene O'Neill, dirección de Ingmar Bergman, Dramaten
- 1990 : Tío Vania, de Antón Chéjov, dirección de Christian Tomner, Dramaten
- 1991 : Tartufo, de Molière, dirección de Lars Amble, Dramaten
- 1992 : Muerte de un viajante, de Arthur Miller, dirección de Lars Amble, Dramaten
- 1994 : Reskamrater, de varios autores, dirección de Agneta Pauli, Dramaten
- 1994 : John Gabriel Borkman, de Henrik Ibsen, dirección de Terje Mærli, Dramaten
- 1995 : El misántropo, de Molière, dirección de Ingmar Bergman, Dramaten

### Director
- 1971 : Krångel, de Francis Veber, Maximteatern
- 1993 : Mig känner ingen, Dramaten

## Radioteatro
- 1948 : Antonio y Cleopatra, de William Shakespeare, dirección de Alf Sjöberg[18]